# Paul Reitmayr
Paul Reitmayr (* 18. Dezember 1984 in Bregenz) ist ein ehemaliger österreichischer Triathlet. Er ist Staatsmeister auf der olympischen Distanz (2007), Staatsmeister auf der Triathlon-Sprintdistanz (2013) und er wird in der Bestenliste österreichischer Triathleten auf der Ironman-Distanz an zehnter Stelle geführt.(Stand: September 2024)

## Werdegang
Paul Reitmayr wuchs in Dornbirn auf und war im ansässigen Verein in der Kunstturn- und Schwimmabteilung aktiv. Er besuchte anschließend ein Sportgymnasium und trainierte dort Laufen und Triathlon. 2001 wurde er in den Kader des Österreichischen Triathlonverbands aufgenommen. Seit seiner Matura 2003 war er im Heeresleistungssportzentrum Dornbirn, wo er unter anderem auch von Julius Benkö trainiert wurde.

### Triathlon-Staatsmeister Kurzdistanz 2007
2007 wurde er österreichischer Triathlon-Staatsmeister auf der olympischen Distanz (1,5 km Schwimmen, 40 km Radfahren und 10 km Laufen) und 2008 sowie 2010 holte er sich auf der Wiener Donauinsel den Vizestaatsmeistertitel.
Im Juli 2010 verbesserte sich Reitmayr als einziger österreichischer Starter mit seinem vierten Rang beim Continental-Cup in Kasachstan um etwa 300 Plätze im Weltcup-Ranking und war damit drittbester Österreicher hinter Andreas Giglmayr und Franz Höfer.

### Triathlon-Staatsmeister Sprintdistanz 2013
Beim Wörthersee Triathlon wurde er im Mai 2013 Staatsmeister auf der Sprintdistanz. Im August 2014 belegte er beim Ironman 70.3 in Wiesbaden den 15. Rang bei der Europameisterschaft über die halbe Ironman-Distanz (1,9 km Schwimmen, 90 km Radfahren und 21,1 km Laufen).
Im Juni 2015 gewann er auf der Mitteldistanz den Ironman 70.3 Italy und drei Wochen später wurde er Dritter in Norwegen beim Ironman 70.3 Norway.

### Langdistanz seit 2016
Im Juni 2016 startete er beim Ironman Austria in Klagenfurt erstmals auf der Ironman-Distanz (3,8 km Schwimmen, 180 km Radfahren und 42 km Laufen) und konnte den sechsten Rang erreichen. Als zweitbester Österreicher wurde er damit Vizestaatsmeister auf der Triathlon-Langdistanz und seine Zeit von 8:19 Stunden ist Vorarlberger Bestleistung über die Langdistanz.
Zudem erreichte er drei Podestplatzierungen über die Ironman-70.3-Distanz (Mitteldistanz) in St. Pölten (3. Rang), Pescara (Italien, 2. Rang) und Dublin (Irland, 3. Rang).
Reitmayr ist Mitglied des Skinfit Racing Team und er hat dort 2016 die Teamleitung von Dominik Berger übernommen. Er ist auch im Langdistanz Nationalteam des ÖTRV und in der Deutschen Triathlon-Bundesliga startet er für das WMF BKK Team AST Süßen. Paul Reitmayr wird trainiert von Lubos Bilek. Einen geplanten Start beim Ironman Austria 2017 musste Reitmayr nach einer Operation am Sprungbein absagen. Beim Ironman Austria 2018 belegte er im Juli den 14. Rang.
Im August 2019 gab er bekannt, seine aktive Karriere mit Ende der Saison 2019 beenden zu wollen und am 18. August erklärte der damals 34-Jährige seine aktive Zeit für beendet.

### Privates
Paul Reitmayr ist seit Juli 2017 verheiratet und seit Juni 2018 Vater eines Sohnes. Er lebt in Dornbirn und ist als AHS-Lehrer aktiv.

## Sportliche Erfolge
| Datum/Jahr    | Rang | Wettbewerb                                       | Austragungsort  | Zeit        | Bemerkung |
| ------------- | ---- | ------------------------------------------------ | --------------- | ----------- | --- |
| 16. Juni 2019 | 5    | Ironman 70.3 Luxembourg                          | Remich          | 03:53:35    | |
| 22. Juli 2018 | 1    | Trumer Triathlon                                 | Obertrum am See | 02:07:46,55 | Sieger Kurzdistanz |
| 3. Juni 2018  | 1    | Luschnouar Ironmännli                            | Lustenau        | 00:47:02    | Sieger auf der Sprintdistanz und Vorarlberger Landesmeister |
| 27. Mai 2018  | 9    | Ironman 70.3 Austria                             | St. Pölten      | 04:01:55    | |
| 14. Okt. 2017 | 15   | Challenge Peguera Mallorca                       | Peguera         | 04:12:32    | |
| 28. Aug. 2016 | DNF  | Ironman 70.3 Zell am See-Kaprun                  | Zell am See     | –           | Abbruch des Rennens auf der Laufstrecke |
| 14. Aug. 2016 | 3    | Ironman 70.3 Dublin                              | Dublin          |             | |
| 12. Juni 2016 | 2    | Ironman 70.3 Italy                               | Pescara         | 04:01:08    | |
| 5. Juni 2016  | 1    | Luschnouar Ironmännli                            | Lustenau        | 00:48:21    | Sieger auf der Sprintdistanz und Vorarlberger Landesmeister |
| 22. Mai 2016  | 3    | Ironman 70.3 Austria                             | St. Pölten      | 03:57:33    | |
| 5. Sep. 2015  | 5    | Trans Vorarlberg Triathlon                       | Bregenz         |             | Vorarlberger Mitteldistanz-Meister |
| 30. Aug. 2015 | 28   | Ironman 70.3 World Championships                 | Zell am See     | 04:13:23    | Ironman 70.3 Weltmeisterschaft beim Ironman 70.3 Zell am See-Kaprun                                                                                               |
| 15. Aug. 2015 | 2    | Jannersee Triathlon                              | Lauterach       | 00:42:54,4  | Zweiter hinter Lukas Pertl und damit Vorarlberger Landesmeister auf der Sprintdistanz (400 m Schwimmen, 16 km Radfahren und 4 km Laufen)                          |
| 5. Juli 2015  | 3    | Ironman 70.3 Norway                              | Haugesund       | 03:56:29    | |
| 14. Juni 2015 | 1    | Ironman 70.3 Italy                               | Pescara         | 04:05:08    | |
| 17. Mai 2015  | 8    | Ironman 70.3 Austria                             | St. Pölten      | 04:07:34    | |
| 16. Aug. 2014 | 1    | Jannersee Triathlon                              | Lauterach       | 00:42:51    | [ 6 ] |
| 10. Aug. 2014 | 15   | Ironman 70.3 Germany                             | Wiesbaden       | 04:19:26    | bei der Europameisterschaft über die halbe Ironman-Distanz |
| 25. Mai 2014  | 5    | Ironman 70.3 Austria                             | St. Pölten      | 03:55:23    | erster Start auf der Triathlon-Mitteldistanz (1,9 km Schwimmen, 90 km Radfahren und 21,1 km Laufen)                                                               |
| 17. Aug. 2013 | 1    | Jannersee Triathlon                              | Lauterach       | 00:43:27    | Vorarlberger Landesmeister auf der Sprintdistanz |
| 28. Juli 2013 | 1    | Gmunden Triathlon                                | Gmunden         |             | im Salzkammergut |
| 20. Juli 2013 | 5    | ÖTRV Staatsmeisterschaft Triathlon Kurzdistanz   | Obertrum        | 02:04:30    | Staatsmeisterschaft über die olympische Distanz beim Trumer Triathlon                                                                                             |
| 26. Mai 2013  | 1    | ÖTRV Staatsmeisterschaft Triathlon Sprintdistanz | Pörtschach      | 00:55:10    | Österreichischer Staatsmeister auf der Sprintdistanz beim Wörthersee Triathlon                                                                                    |
| 26. Aug. 2012 | 7    | ITU Triathlon European Cup                       | Karlsbad        | 01:54:31    | bisher bestes Ergebnis im Europacup |
| 22. Juli 2012 | 13   | ITU Triathlon European Cup                       | Genf            | 02:04:22    | |
| 24. Juni 2012 | 41   | ITU Triathlon World Championship Series 2012     | Kitzbühel       |             | |
| 3. Juni 2012  | 1    | Luschnouar Ironmännli                            | Lustenau        | 00:48:50,8  | Sieger und Vorarlberger Landesmeister, vor Dominik Berger |
| 6. Mai 2012   | 18   | ITU Triathlon European Cup                       | Antalya         |             | |
| 21. Aug. 2011 | 3    | Jannersee Triathlon                              | Lauterach       | 00:43:01    | Zweiter bei der Vorarlberger Landesmeisterschaft auf der Sprintdistanz (403 m Schwimmen, 15,75 km Radfahren und 4,007 km Laufen), hinter Erik Bildstein           |
| 11. Juni 2011 | 3    | ÖTRV Staatsmeisterschaft Triathlon Kurzdistanz   | Wien            | 01:52:30    | Österreichische Staatsmeisterschaft auf der olympischen Distanz beim Vienna City Triathlon                                                                        |
| 5. Juni 2011  | 2    | Luschnouar Ironmännli                            | Lustenau        | 00:49:10,7  | auf der Sprintdistanz |
| 18. Juli 2010 | 4    | ITU Triathlon Asian Cup                          | Kokshetau       | 01:51:49    | beim Continental Cup in Kasachstan |
| 12. Juni 2010 | 2    | ÖTRV Staatsmeisterschaft Triathlon Kurzdistanz   | Wien            | 01:53:47    | Österreichischer Vizestaatsmeister auf der olympischen Distanz beim Vienna City Triathlon (1,5 km Schwimmen, 40 km Radfahren und 10 km Laufen) hinter Franz Höfer |
| 2009          | 7    | Vienna City Triathlon                            | Wien            | 01:56:59    | |
| 13. Sep. 2008 | 2    | ÖTRV Staatsmeisterschaft Triathlon Kurzdistanz   | Wien            | 01:47:13    | Österreichischer Vizestaatsmeister auf der olympischen Distanz hinter Andreas Giglmayr, beim Vienna City Triathlon                                                |
| 2008          | 1    | Jannersee Triathlon                              | Lauterach       |             | Landesmeisterschaft Vorarlberg |
| 21. Okt. 2007 | 22   | Militär-Weltmeisterschaft Triathlon              | Hyderabad       |             | bei der Militär-WM (1,5 km Schwimmen, 40 km Radfahren und 10 km Laufen)                                                                                           |
| 16. Juni 2007 | 1    | ÖTRV Staatsmeisterschaft Triathlon Kurzdistanz   | Wien            | 01:49:36    | Neben Lisa Hütthaler bei den Frauen wurde Reitmayr beim Vienna City Triathlon Staatsmeister über die olympische Distanz.                                          |

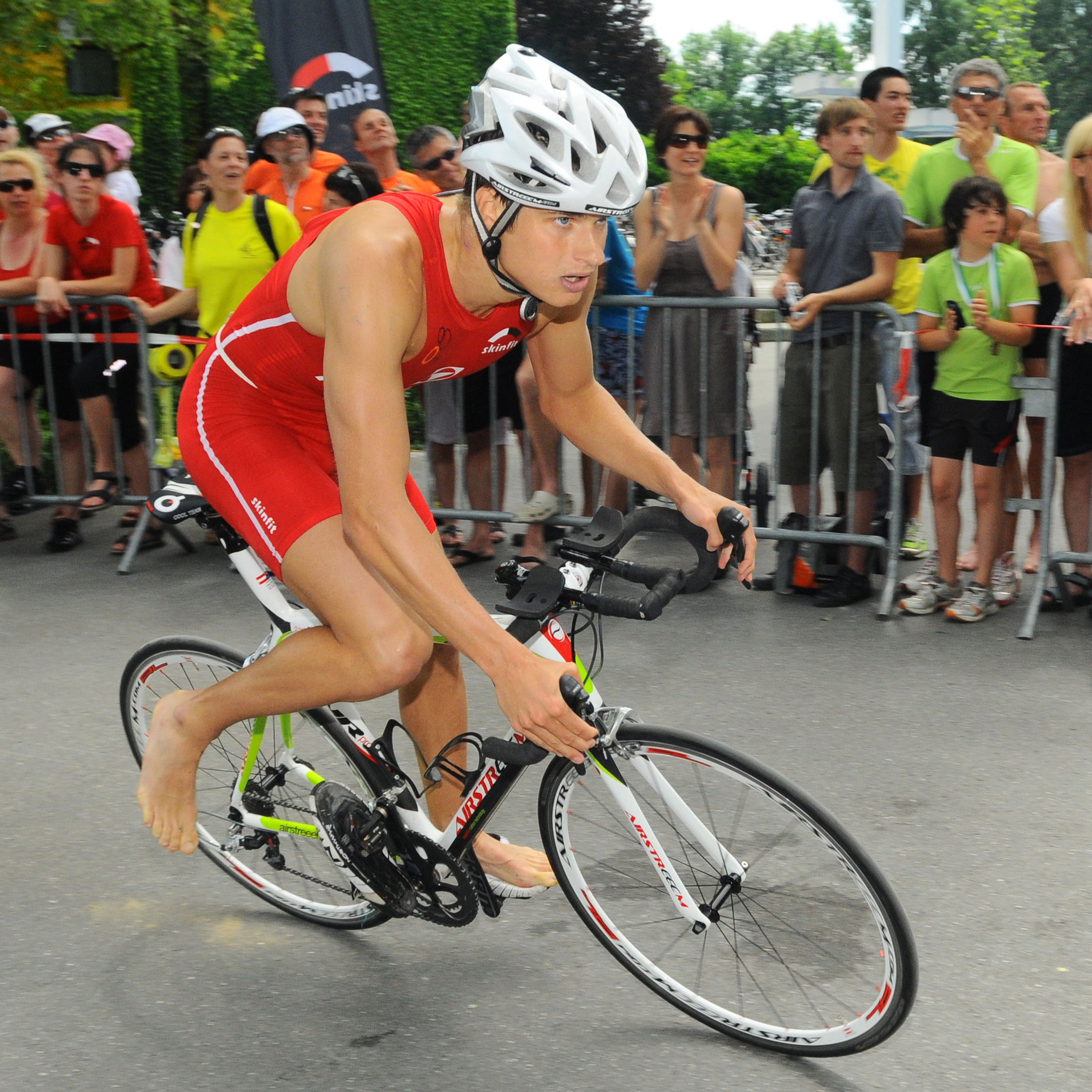
Paul Reitmayr beim Wechsel von der Radstrecke (im Juni 2010)

| 11. Sep. 2005 | 19   | ETU Triathlon European Championship U23          | Sofia           | 01:57:39    | bei der U23-Triathlon-Europameisterschaft – eine Sekunde vor seinem Team-Kollegen Dominik Berger                                                                  |
| 11. Aug. 2002 | 2    | Brigantium Triathlon                             | Bregenz         |             | am Bodensee über die olympische Distanz (1,5 km Schwimmen, 40 km Radfahren und 10 km Laufen)                                                                      |
| 2002          | 3    | ÖTRV Staatsmeisterschaft Triathlon Junioren      | Mieming         | 01:14:44    | dritter Rang hinter dem Sieger Andreas Giglmayr und Dominik Berger                                                                                                |

| Datum/Jahr    | Rang | Wettbewerb                                     | Austragungsort | Zeit     | Bemerkung |
| ------------- | ---- | ---------------------------------------------- | -------------- | -------- | --- |
| 7. Juli 2019  | 3    | ÖTRV Staatsmeisterschaft Triathlon Langdistanz | Klagenfurt     | 08:45:38 | Staatsmeisterschaft Langdistanz beim Ironman Austria |
| 7. Okt. 2018  | DNF  | Ironman Barcelona                              | Calella        | –        | Rennabbruch auf der Radstrecke |
| 1. Juli 2018  | 14   | Ironman Austria                                | Klagenfurt     | 08:53:10 | |
| 26. Juni 2016 | 2    | ÖTRV Staatsmeisterschaft Triathlon Langdistanz | Klagenfurt     | 08:19:52 | Sechster im Ironman Austria bei seinem ersten Start auf der Ironman-Distanz (3,8 km Schwimmen, 180 km Radfahren und 42 km Laufen) und damit Vizestaatsmeister Triathlon Langdistanz |

| Datum/Jahr    | Rang | Wettbewerb        | Austragungsort | Zeit     | Bemerkung |
| ------------- | ---- | ----------------- | -------------- | -------- | --------- |
| 27. Apr. 2014 | 2    | Rheintal Duathlon | Marbach        | 00:51:32 |           |
| 25. Apr. 2011 | 4    | Rheintal Duathlon | Marbach        | 00:51:28 |           |

| Datum/Jahr    | Rang | Wettbewerb                        | Austragungsort | Distanz         | Zeit     | Bemerkung |
| ------------- | ---- | --------------------------------- | -------------- | --------------- | -------- | --------- |
| 4. Okt. 2015  | 3    | Marathon der 3 Länder am Bodensee | Bregenz        | Viertelmarathon | 36:15    |           |
| 6. Okt. 2013  | 4    | Marathon der 3 Länder am Bodensee | Bregenz        | Halbmarathon    | 01:13    |           |
| 25. Apr. 2011 | 18   | Bludenz läuft                     | Bludenz        | Halbmarathon    | 01:21:29 |           |
| 8. Mai 2010   | 9    | Innsbrucker Stadtlauf             | Innsbruck      | 10 km           | 31:55    |           |